# Mazières
Pour les articles homonymes, voir Mazières (homonymie).
Mazières (Maseiras en limousin, dialecte occitan) est une ancienne commune du Sud-Ouest de la France, située dans le département de la Charente (région Nouvelle-Aquitaine). Depuis le 1er janvier 2019, elle est une commune déléguée de Terres-de-Haute-Charente.

## Géographie

### Localisation et accès
Mazières est une commune de la Charente limousine situé à 10 km à l'est de Chasseneuil, 7 km au nord de Montembœuf et 6 km au sud de Roumazières-Loubert. Elle est aussi à 21 km de Confolens et 38 km d'Angoulême.
Commune assez petite en surface (587 ha), elle fait partie du canton de Saint-Claud et elle est distante de 10 km de son chef-lieu.
À l'écart des grands axes routiers, elle est principalement desservie par la D 16, route de Montmoreau à Confolens par Montbron et La Péruse qui passe au bourg. La D 368 va du bourg vers l'ouest en direction de Chasseneuil et Suaux.
La gare la plus proche est celle de Roumazières, desservie par des TER à destination d'Angoulême et de Limoges.

### Hameaux et lieux-dits
La commune comportent quelques hameaux. On peut noter principalement Chichiat localisé au nord-ouest, Brouchanchie et Mareuil à l'ouest. Le bourg de Mazières est assez petit.

### Communes limitrophes
|       | Genouillac (Terres-de-Haute-Charente) |  |
| Suaux | Mazières                              |  |
|       | Cherves-Châtelars                     |  |

### Géologie et relief
Géologiquement, la commune est à la limite du Massif central à l'est et du Bassin aquitain.
Les plateaux de la commune sont recouverts par un dépôt tertiaire d'argile sableuse à silex d'origine détritique. Les flancs des vallées sont surtout composées de grès et à l'est du bourg on peut trouver la première zone de gneiss et de diorite quartzique témoin du Massif central, ainsi qu'au sud dans le vallon de la Gerverie,,.
L'argile est exploitée par une importante carrière au sud de la commune.
La commune occupe un plateau entaillé au nord par la vallée de la Bonnieure et ses affluents. Ce plateau d'altitude moyenne de 200 m et adossé au Massif central, est incliné légèrement vers l'ouest.
Le point le plus bas, 145 m, est situé à l'ouest sur la Bonnieure lorsqu'elle quitte la commune. Le point culminant, 236 m est situé au sud du bourg mais a été rogné par la carrière. Le bourg est à 204 m d'altitude, Chichiat et Beauregard à 220 m.

### Hydrographie
La commune est traversée au nord par la Bonnieure, affluent de la Charente, qui coule vers l'ouest et qui prend sa source à quelques kilomètres près de Roumazières.
La commune est traversée par des affluents de cette rivière, comme le ruisseau de Lassagne qui passe à l'ouest du bourg et le ruisseau de Roche qui passe à l'est et fait la limite avec Genouillac.
À noter aussi la fontaine de la Tache près de Brouchanchie, et de petites retenues d'eau et mares favorisées par la nature argileuse du sol.

### Climat
Le climat est océanique aquitain dégradé, typique de la Charente limousine, partie occidentale du Massif central et du Limousin ; les températures y sont plus basses et les précipitations plus nombreuses que dans les trois quarts sud-ouest de la Charente.

## Toponymie
Les formes anciennes sont : Maciereiz, de Mazeriis au XIIIe siècle.
Le nom de Mazières a pour origine le latin maceriae qui signifie « ruines », et par extension « masures », et d'où dérivent de nombreux noms de lieux en France,,.

### Langues
La commune est dans la partie occitane de la Charente qui en occupe le tiers oriental, et le dialecte est limousin.
Elle se nomme Maseiras en occitan.

## Histoire
La voie romaine d'Agrippa, de Saintes à Lyon par Saint-Cybardeaux et Limoges, traversait la commune d'ouest en est et passait en dessous du bourg.
Au nord du bourg, un embranchement de cette voie se dirigeant vers Chasseneuil et la Terne traverse la Bonnieure par une passerelle formée de tables de schiste supportées par des blocs. La tradition en fait un pont antique.
La fontaine au pied de l'église avait la réputation de guérir certaines maladies, notamment de peau, et l'affluence était surtout grande le dernier dimanche d'août, jour de la fête patronale.
Pendant la première moitié du XXe siècle, la commune était desservie par la petite ligne ferroviaire d'intérêt local à voie métrique des Chemins de fer économiques des Charentes allant d'Angoulême à Roumazières par Montbron appelée le Petit Mairat.
Le 1er janvier 2019, elle fusionne avec Genouillac, Péruse, Roumazières-Loubert et Suris pour former la commune nouvelle de Terres-de-Haute-Charente dont la création est actée par un arrêté préfectoral du 28 septembre 2018.

## Administration

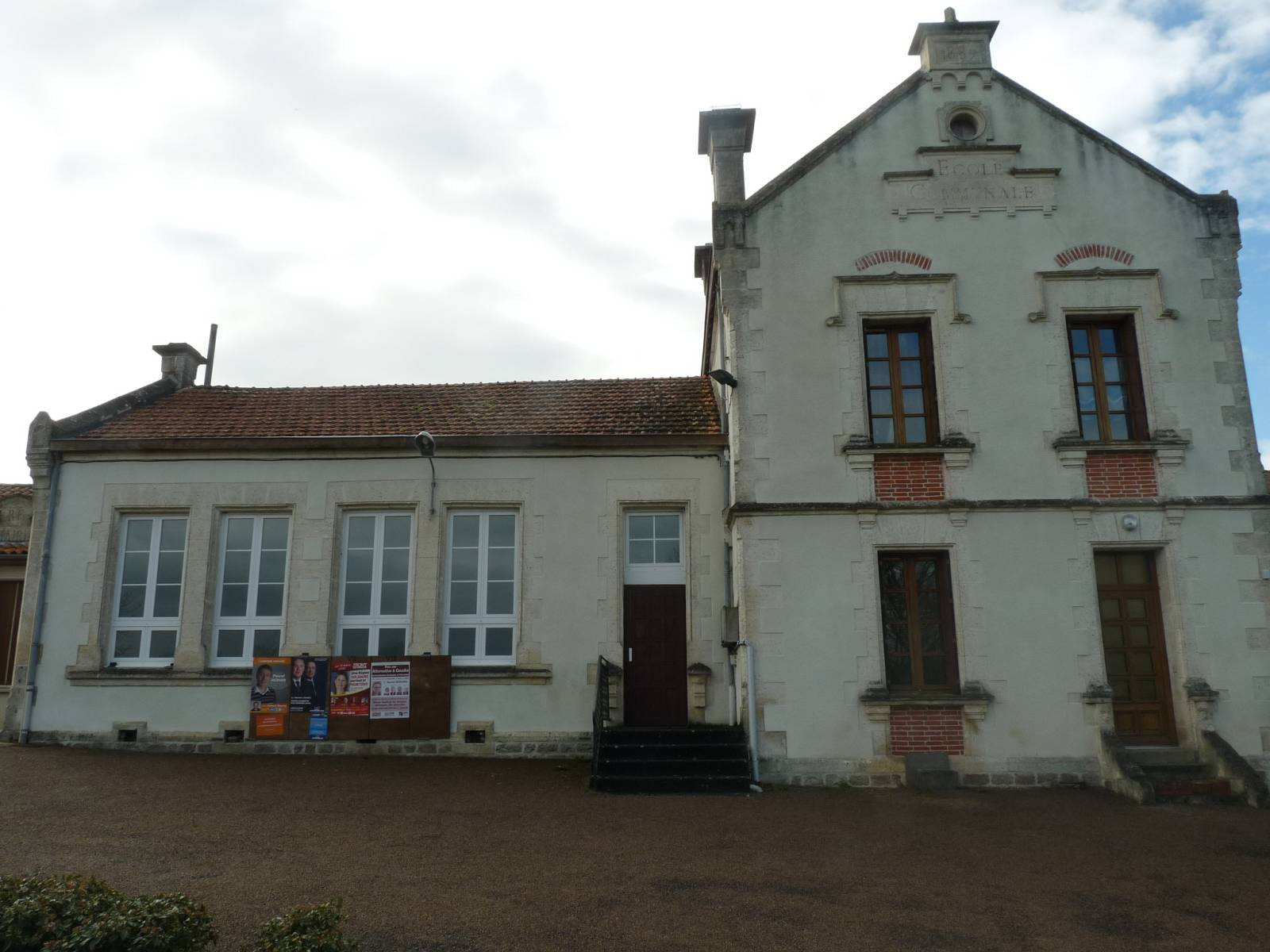
La mairie

| Période                                  | Période  | Identité            | Étiquette | Qualité              |
| ---------------------------------------- | -------- | ------------------- | --------- | -------------------- |
| Les données manquantes sont à compléter. |          |                     |           |                      |
| 1973                                     | 2014     | Robert Denis        | DVD       | Retraité             |
| 2014                                     | En cours | Jean-Louis Malherbe | SE        | Agriculteur retraité |

## Démographie

### Évolution démographique
L'évolution du nombre d'habitants est connue à travers les recensements de la population effectués dans la commune depuis 1793. Pour les communes de moins de 10 000 habitants, une enquête de recensement portant sur toute la population est réalisée tous les cinq ans, les populations de référence des années intermédiaires étant quant à elles estimées par interpolation ou extrapolation. Pour la commune, le premier recensement exhaustif entrant dans le cadre du nouveau dispositif a été réalisé en 2006.

En 2016, la commune comptait 103 habitants, en évolution de +3 % par rapport à 2010 (Charente : −0,48 %, France hors Mayotte : +2,11 %).
| 1793 | 1800 | 1806 | 1821 | 1831 | 1841 | 1846 | 1851 | 1856 |
| ---- | ---- | ---- | ---- | ---- | ---- | ---- | ---- | ---- |
| 314  | 314  | 378  | 301  | 358  | 345  | 335  | 322  | 293  |

| 1861 | 1866 | 1872 | 1876 | 1881 | 1886 | 1891 | 1896 | 1901 |
| ---- | ---- | ---- | ---- | ---- | ---- | ---- | ---- | ---- |
| 316  | 302  | 300  | 300  | 301  | 302  | 319  | 297  | 282  |

| 1906 | 1911 | 1921 | 1926 | 1931 | 1936 | 1946 | 1954 | 1962 |
| ---- | ---- | ---- | ---- | ---- | ---- | ---- | ---- | ---- |
| 279  | 295  | 255  | 232  | 221  | 214  | 180  | 183  | 190  |

| 1968 | 1975 | 1982 | 1990 | 1999 | 2006 | 2011 | 2016 | - |
| ---- | ---- | ---- | ---- | ---- | ---- | ---- | ---- | - |
| 179  | 140  | 126  | 88   | 93   | 99   | 99   | 103  | - |

### Pyramide des âges
| Hommes | Classe d’âge | Femmes |
| ------ | ------------ | ------ |
| 0,0    | 90 ans ou +  | 0,0    |
| 9,4    | 75 à 89 ans  | 13,0   |
| 15,1   | 60 à 74 ans  | 13,0   |
| 18,9   | 45 à 59 ans  | 19,6   |
| 26,4   | 30 à 44 ans  | 32,6   |
| 1,9    | 15 à 29 ans  | 8,7    |
| 28,3   | 0 à 14 ans   | 13,0   |

| Hommes | Classe d’âge | Femmes |
| ------ | ------------ | ------ |
| 0,5    | 90 ans ou +  | 1,6    |
| 8,2    | 75 à 89 ans  | 11,8   |
| 15,2   | 60 à 74 ans  | 15,8   |
| 22,3   | 45 à 59 ans  | 21,5   |
| 20,0   | 30 à 44 ans  | 19,2   |
| 16,7   | 15 à 29 ans  | 14,7   |
| 17,1   | 0 à 14 ans   | 15,4   |

## Économie
Commune essentiellement rurale où l'on pratique surtout l'élevage de la vache limousine, on peut noter une importante carrière d'argile au sud du bourg destinée aux tuileries de Roumazières-Loubert, et un peu de tourisme (camping de Mareuil).

## Équipements, services et vie locale
Fête patronale le dernier dimanche d'août.

## Lieux et monuments
L'église paroissiale Saint-Sulpice est ancienne mais a été remaniée. Son clocher-mur a été reconstruit en 1731. Elle possède d'anciens fonts baptismaux en granit à pan coupé.
La fontaine de dévotion Saint-Sulpice est située au pied de l'église de l'autre côté de la D 16. Elle possède deux lavoirs adjacents.

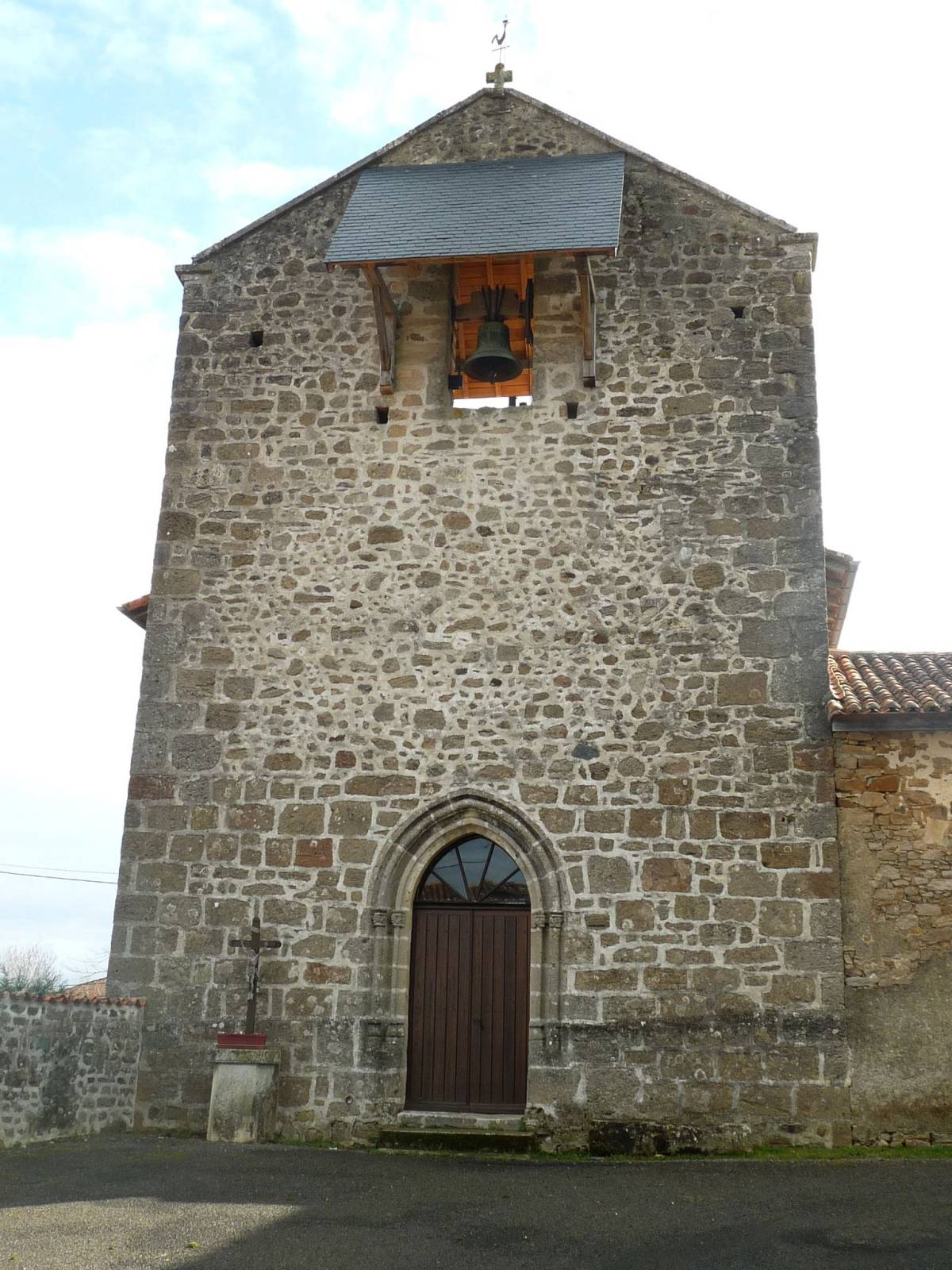
L'église, façade et clocher
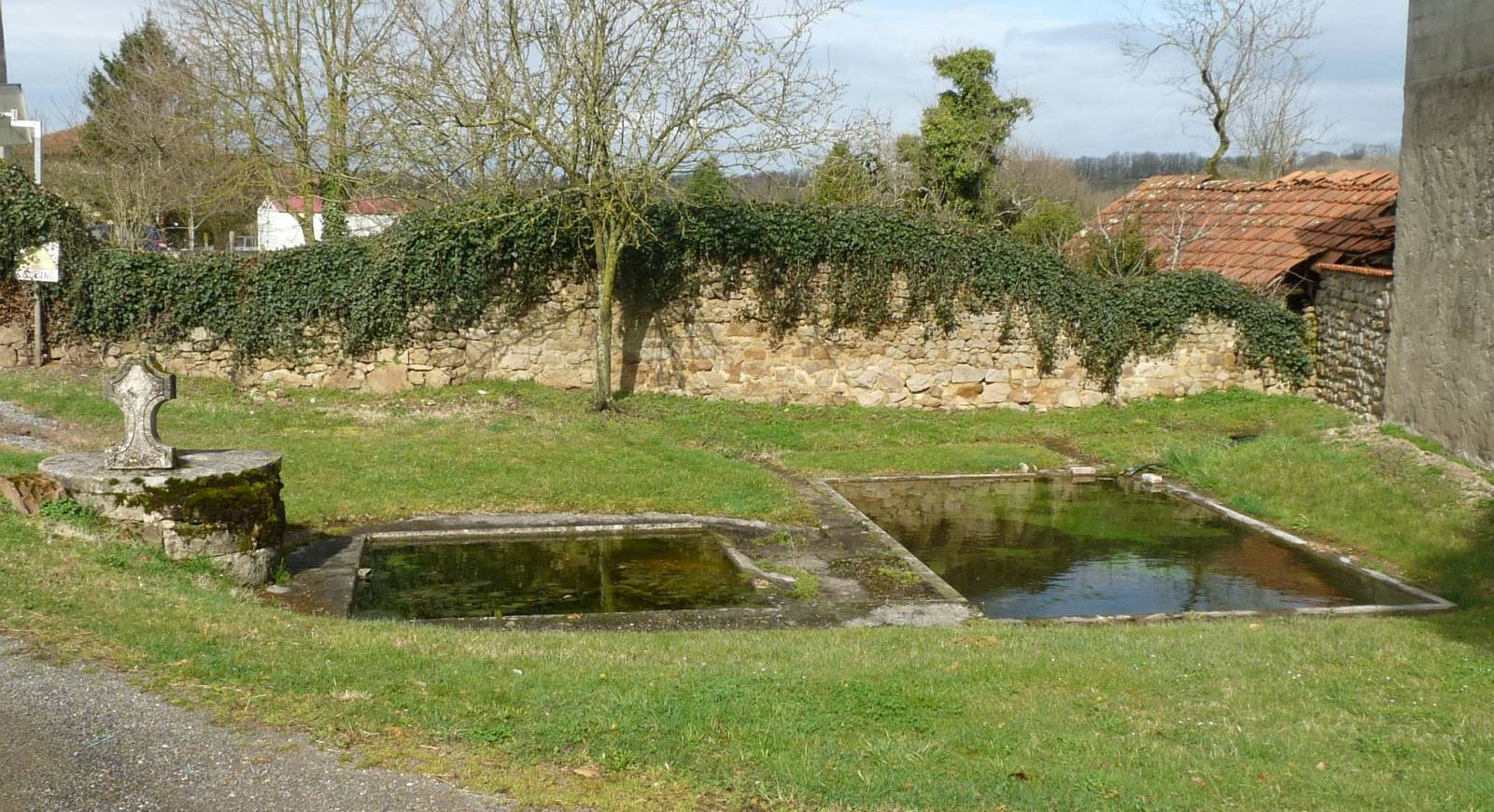
Fontaine Saint-Sulpice